# Plainfield (condado de Washington)
Plainfield es un lugar designado por el censo ubicado en el condado de Washington en el estado estadounidense de Vermont. En el año 2010 tenía una población de 401 habitantes.

## Geografía
Plainfield se encuentra ubicado en las coordenadas 44°16′35″N 72°25′39″O / 44.27639, -72.42750.